# Václav Žáček
Václav Žáček (ur. 20 września 1905 w Bořeticach koło Pelhřimova, zm. 21 marca 1986 w Pradze) – czeski historyk, archiwista, wykładowca uniwersytecki. W swych pracach historycznych zajmował się relacjami czesko-polskimi i czesko-jugosłowiańskimi.

## Życiorys
Doktor habilitowany Uniwersytetu Karola w Pradze. Uczeń profesora Josefa Šusty . W 1935 wydał swą pracę dyplomową Ohlas polského povstání roku 1863 v Čechách . Po latach pracy archiwalnej pracował jako wykładowca Uniwersytetu Palackiego w Ołomuńcu.
Po wojnie w latach 1947–1948 wydał dwutomowe dzieło Čechové a Poláci roku 1848  oraz w 1958 zbiór dokumentów Slovanský sjezd v Praze roku 1848 . Od roku 1955 pracownik Czechosłowackiej Akademii Nauk (ČSAV) w Pradze.
Współredagował książki Češi a Poláci v minulosti (1964–1967)  – wydanie z okazji tysiąclecia chrztu Polski, Dějiny Jugoslávie (1970) , Češi a Jihoslované v minulosti (1975) . W serii Odkazy pokrokových osobností naší minulosti praskiego wydawnictwa Melantrich wydał szereg biografii: Františka Alexandra Zacha , Josefa Václava Friča , Josefa Baráka . Ostatnim dziełem była monografia poświęcona Janowi Evangeliście Purkyniemu .